# Hermann Brühlmeyer
Hermann Paul Conrad Brühlmeyer (* 8. März 1892 in Passau; † 11. Januar 1966 in Baden, Österreich) war ein Fotograf und wichtiger Vertreter der österreichischen Heimatfotografie.

## Leben und Werk
Hermann Brühlmeyer wurde als jüngstes Kind von Martin und Frieda Brühlmeyer (geb. Auinger) geboren und evangelisch getauft. Sein Vater, ein Bauamtmann, war in leitender Position für den Ausbau des Passauer Domes zuständig. Inspiriert durch seinen Vater, beschäftigte sich der junge Hermann schon in jungen Jahren mit Architekturfotografie.
Von 1907 bis 1910 besuchte er die Münchner Fotoschule, belegte von 1907 bis 1909 Fotografie und von 1909 bis 1910 Graphik. Im Anschluss bekam er eine Stelle beim k. u. k. Hoffotografen Kosel in Wien. Dort leitete Brühlmeyer ab 1913 die Abteilung für Privataufträge der Österreichischen Lichtbildstelle. Mit seiner Frau Valerie (geb. Richter), einer Absolventin der Wiener Graphischen Lehr- und Versuchsanstalt, unterhielt Brühlmeyer ein Atelier in der Komzakgasse in Baden und ab 1921 unter dem Namen  H. u. V. Brühlmeyer eines in Wien.
Das Ehepaar Brühlmeyer bekam zwei Kinder, diese verstarben jedoch in jungen Jahren. Aufgrund ihrer jüdischen Abstammung sah sich Valerie Brühlmeyer in den Kriegsjahren mit großen Schwierigkeiten konfrontiert, ihre Mutter kam im Konzentrationslager ums Leben. Valerie verstarb kurz nach Kriegsende; Brühlmeyer heiratete im Jahre 1947 seine ehemalige Angestellte Maria Limberger.
Neben den Landschaftsaufnahmen und Aufnahmen niederösterreichischer Architektur sind besonders die Heiligenkreuzer Arbeiten und Porträts bemerkenswert, die zahlreiche Personen des öffentlichen Interesses darstellen. Für sein Werk erhielt Brühlmeyer zahlreiche Preise, er wurde „als einer der besten Fotografen seiner Zeit“ gehandelt.
Fotos von ihm befinden sich in den folgenden Zeitschriften: Radio Wien 1928–1932, 1934, Mikrophon 1934, Die Pause 1935, 1936, 1937, 1939, Die Galerie 1933 und Österreichische Fremdenverkehr und Reisezeitung 1936.
Sein fotografischer Nachlass befindet sich im Marmorschlössl in Bad Ischl und wird derzeit von der OÖ Landes-Kultur GmbH aufgearbeitet.

## Illustrationen
Unter anderem erscheinen Brühlmeyers Aufnahmen in den folgenden Veröffentlichungen:
- Hermann Watzl: Das Stift Heiligenkreuz. Seine geschichtliche Sendung. Missionsdruckerei St. Gabriel, Mödling 1957.
- Paul Niemetz: Das Heiligenkreuzer Chorgestühl von Giovanni Giuliani. Heiligenkreuzer Verlag, Wien 1965.

## Ausstellungen
- Hermann Brühlmeyer, Baden, Buchhandlung Ingeborg Zweymüller, 24.–30. Juni 1995.